# Шитиков Олексій Павлович
Олексій Павлович Шитиков (1 (14) березня 1912 року, село Горка Костромської губернії, тепер Кологривського району Костромської області — 2 серпня 1993 року, Москва) — радянський партійний і державний діяч, 1-й секретар Хабаровського крайкому КПРС. Депутат Верховної Ради СРСР 4—11 скликань. Голова Ради Союзу Верховної Ради СРСР (1970—1984). Член ЦК КПРС (1961—1986).

## Біографія
Народився у селянській родині. У 1931 році закінчив Кологривський сільськогосподарський технікум.
У 1931—1936 роках — студент Горьковського сільськогосподарського інституту.
У 1936—1939 роках — старший зоотехнік Ардатовського районного земельного відділу Горьковської області.
Член ВКП(б) з 1939 року.
У 1939 році — 1-й секретар Ардатовського районного комітету ВЛКСМ Горьковської області.
У 1939—1941 роках — слухач Вищої партійної школи при ЦК ВКП(б). У 1941 році навчався у Військово-політичній академії РСЧА.
У 1941—1945 роках — на політичній роботі в Червоній армії.
У 1945—1948 роках — завідувач сектору, заступник завідувача відділу Хабаровського крайового комітету ВКП(б).
У 1948—1950 роках — секретар Камчатського обласного комітету ВКП(б) Хабаровського краю.
У 1950—1952 роках — завідувач відділу партійних, профспілкових і комсомольських органів Хабаровського крайового комітету ВКП(б).
У липні 1952 — серпні 1955 року — 1-й секретар обласного комітету КПРС Єврейської автономної області Хабаровського краю.
У 1955 — лютому 1957 року — секретар, 2-й секретар Хабаровського крайового комітету КПРС.
22 лютого 1957 — 23 липня 1970 року — 1-й секретар Хабаровського крайового комітету КПРС.
14 липня 1970 — 11 квітня 1984 року — голова Ради Союзу Верховної Ради СРСР.
З 1970 року — голова Парламентської групи СРСР, з 1971 року — голова Радянського комітету за європейську безпеку і співробітництво.
З 1984 року — на пенсії.
У 1984—1991 роках — голова Президії Радянського товариства культурних зв'язків із співвітчизниками за кордоном.
Похований в Москві на Кунцевському кладовищі .

## Нагороди
- три ордени Леніна
- орден Жовтневої Революції
- орден Трудового Червоного Прапора
- орден Дружби народів
- орден Червоної Зірки
- медаль «За трудову доблесть»
- медалі